# Théâtre Déjazet
Pour les articles homonymes, voir Déjazet.
Le théâtre Déjazet est une salle de spectacle parisienne située au 41, boulevard du Temple, dans le 3e arrondissement.
C'est le seul théâtre du « boulevard du crime » à avoir survécu, étant situé du côté du boulevard ayant échappé aux transformations haussmanniennes de 1862, et notamment au percement de la place du Château-d'Eau (actuelle place de la République). Abritant des fresques d'Honoré Daumier, la salle a été inscrite sur l'inventaire supplémentaire des monuments historiques le 6 décembre 1990.

## Historique

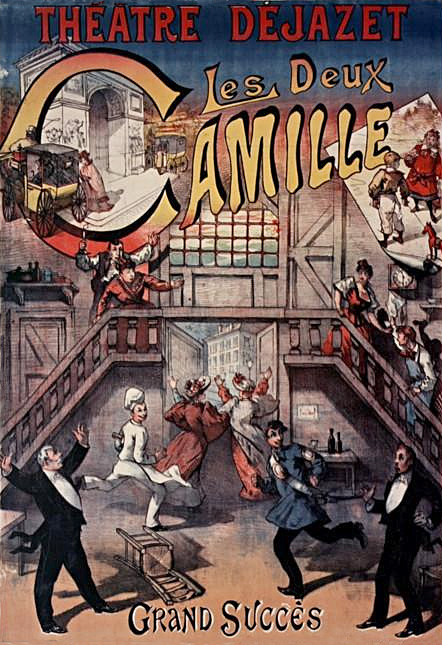
Affiche pour Les Deux Camille (1891).

En 1770, le comte d’Artois, frère de Louis XVI et Louis XVIII, fait édifier un jeu de paume par l'architecte François-Joseph Bélanger entre le boulevard du Temple et la rue de Vendôme (actuelle rue Béranger) sur une partie du terrain de l'ancien couvent des Filles du Sauveur. Mozart s'y produit lors de son voyage à Paris en 1778 devant la reine Marie-Antoinette et le comte d'Artois. À la Révolution, le lieu est transformé en établissement de bains,.

### Des Folies-Mayer aux Folies-Nouvelles (1851-1859)
En août 1851, le chansonnier Joseph-Simon Mayer loue le bâtiment désaffecté pour y aménager un café-concert baptisé Folies-Mayer. S'y produit, entre autres, l'auteur-compositeur-interprète Joseph Darcier. Une vaine tentative de reprise par un magicien nommé Bosco conduit à une première fermeture. En décembre 1853, le compositeur et comédien Hervé obtient du ministère de l'Intérieur l'autorisation d'exploitation du lieu. Les Folies-Concertantes se consacrent ainsi à partir du 3 février 1854, à un genre qui va donner naissance à l'opérette. Hervé y présente en effet des œuvrettes de sa composition (scènes comiques à deux personnages, chansonnettes, etc.) avec le fantaisiste Joseph Kelm (beau-frère de Mayer), mais aussi des pantomimes de Paul Legrand et Charles Delaquis, venus respectivement des Funambules et du Petit-Lazzari.
Louis Huart, rédacteur en chef du Charivari, et Marie-Michel Altaroche, ancien directeur de l'Odéon, ayant racheté les murs, la salle désormais dotée de 850 places rouvre le 21 octobre 1854 après une restauration totale confiée aux architectes Édouard Renaud et Boileux et aux décorateurs Charles-Antoine Cambon et Thierry, sous le nom de Folies-Nouvelles. Hervé conserve les fonctions de directeur artistique, Legrand et Delaquis étant quant à eux nommés directeur de scène et régisseur. Bien que toujours strictement limitée par décret au style des œuvres représentées (pantomimes, saynètes, à-propos, opérettes en un acte) et au nombre de personnages, la troupe s'étoffe rapidement, avec l'arrivée notable en octobre 1855 de José Dupuis qu'Hervé débauche du théâtre du Luxembourg-Bobino. Jacques Offenbach y fait jouer une des premières œuvres, Oyayaye ou la Reine des îles en 1855. Hervé est contraint de quitter ses fonctions officielles en août 1856 à cause d'ennuis judiciaires (il continuera toutefois à fournir des partitions sous divers pseudonymes).
Au total, 150 pièces, dont 134 créations en majorité d'Hervé, auront été représentées de 1854 à 1859.

### Le théâtre Déjazet (1859-1939)
En 1859, la célèbre comédienne Virginie Déjazet, qui veut offrir au jeune Victorien Sardou un cadre digne de ses productions, obtient le privilège d'exploitation de la salle et sa reconnaissance comme théâtre à part entière. Le 27 septembre, le lieu prend le nom de théâtre Déjazet (également appelé Folies-Déjazet), appellation qu'il conservera durant l'essentiel de son histoire. Virginie Déjazet le dirige avec l'aide de son fils, Joseph-Eugène, jusqu'au 3 juin 1870, date de sa représentation d'adieu.
Le 1er juillet, Séraphin Manasse, ancien directeur de théâtre de Constantinople et du théâtre du Caire, lui succède mais la guerre franco-prussienne et les événements de la Commune interrompent ses projets. Ce n'est que le 18 septembre 1871 que la salle rouvre, entièrement restaurée, sous le nom de Folies-Nouvelles. Mais une série d'échecs le contraint à déposer le bilan en janvier 1872. Se succèdent plusieurs directions sans plus de réussite, dont Daiglemont, Dechaume, Charles Bridault, Amédée de Jallais, Geindre et Buguet.
L'acteur Jean-Auguste-Hilarion Ballande (1820-1887) en reprend la direction en juin 1876 pour y accueillir ses Matinées littéraires et dramatiques créées en 1869. Après de nouveaux travaux faisant passer la capacité à près de 1 000 places, le Troisième Théâtre-Français est inauguré le 28 octobre 1876,. Plaçant ouvertement sa programmation sous le signe du théâtre classique, il s'adjoint le concours de jeunes diplômés du Conservatoire comme Eugène Silvain, futur doyen de la Comédie-Française. En mai 1880, fort de subventions ministérielles, Ballande quitte la salle du boulevard du Temple pour le théâtre des Nations, place du Châtelet. Elle est rachetée dans la foulée par Desmottes et retrouve le 17 septembre son nom de Déjazet.
L'expérience est de courte durée puisque Desmottes cède sa place le 1er septembre 1881 au comédien Henri Luguet qui lui-même doit interrompre sa programmation, un arrêté préfectoral ordonnant la fermeture du théâtre le 16 décembre pour raisons de sécurité. Ayant entrepris d'importants travaux de remise aux normes, son successeur, Marcel Villars, rouvre le 26 décembre 1882 pour faire faillite le 30 juin 1883. Les suivants ne sont pas plus heureux : Henri Charpentier (1883-1884), Charles Galabert (1884-1885), Achille Campisiano (sept.-nov. 1885), Maurice Simon (nov. 1885-fév. 1886) ne font que passer. Le théâtre retrouve un peu de stabilité avec l'arrivée du comédien Henri Boscher qui mise avec bonheur sur un jeune auteur, Léon Gandillot. Les Femmes collantes (1886), La Mariée récalcitrante (1889) et La Course aux jupons (1890) attirent un énorme public. Le 3 mars 1895, Boscher cède son fauteuil au comédien Edmond Calvin dit Calvin fils. Celui-ci fait installer l'électricité et c'est une salle entièrement restaurée qui rouvre le 6 avril, portant en son fronton une statue de Virginie Déjazet dans le rôle de Garat. Mais ses efforts sont vains et, en février 1897, il est remplacé par le journaliste Georges Rolle et le dramaturge Alphonse Lemonnier, ce dernier ne restant que l'espace d'une saison.
Rolle revient au genre d'origine qui avait fait les beaux jours de la salle : le vaudeville. Le succès est immédiat : la plupart des productions atteignent la centième, le summum étant atteint par Tire-au-flanc d'André Mouëzy-Éon et André Sylvane créé le 10 novembre 1904 et représenté 1 026 fois consécutives (elle atteindra les 2 000 avec les reprises de 1907 et 1911). Parmi les autres de Mouëzy-Éon, L'Enfant de ma sœur en 1908 (355 représentations), Le Papa du régiment en 1909 (327 représentations) et Les Dégourdis de la 11e (268 représentations) dont la carrière est interrompue par le déclenchement de la Première Guerre mondiale, le 2 août 1914. Le théâtre rouvre le 16 octobre 1915, misant sur le talent de Mouëzy-Éon, avec Les Fiancés de Rosalie (255 représentations) suivi de Classe 36 en 1916 lorsque Rolle meurt.
Sa femme reprend alors le flambeau, aidée de ses trois enfants, Georges, Paule et Emma. La 2 899e représentation de Tire-au-flanc en septembre 1926 est l'occasion pour le public de découvrir un théâtre entièrement rénové, avec baignoires et loges. Après le décès de leur mère en décembre 1931, Georges, Paule et Emma tentent de réhabiliter l'esprit du café-concert avec les Quatre à Sept du Déjazet, mais retournent bien vite à leur fonds de commerce. La fosse d'orchestre est rouverte en 1935 à l'occasion de la création de Pour plaire aux femmes d'André Mauprey et Robert de Makiels, sur une musique de Walter Kolle. La concurrence du cinéma se fait pourtant de plus en plus sentir et, devant la baisse sensible de fréquentation, Paule Rolle décide de vendre le théâtre familial en mars 1939 pour prendre la direction du Gymnase.

### Salle de cinéma (1939-1976)
Le 20 avril 1939, le Déjazet devient un cinéma, passant progressivement de 900 à 530 places, le second balcon ayant été fermé et les loges du parterre supprimées. Présentant en seconde exclusivité les films de Marcel Carné, Jean Renoir, Henri-Georges Clouzot, la programmation met à l'honneur le film noir. Marcel Carné y tourne les scènes d'intérieur des Enfants du paradis en 1944, la salle ayant fermé durant l'Occupation. Rebaptisée Le France en 1964,, elle subit la désaffection du public au début des années 1970. Elle est destinée à disparaître en 1976 quand la Société d'exploitation d'art cinématographique (SEDAC),, présidée par Jean Bouquin, ancien créateur de mode et fondateur du théâtre Campagne-Première un an auparavant, en rachète le bail commercial, l'immeuble étant quant à lui propriété de la Banque de France,. Sa réhabilitation en tant que théâtre est entreprise au prix de démarches administratives (le lieu ayant perdu son droit d'exploitation théâtrale) et de gros travaux (balcons, scène et loges, l'immeuble de la rue Béranger qui les abritait ayant été entretemps vendu) ; la programmation cinématographique est durant tout ce temps maintenue.

### Le «nouveau» Déjazet (1977-1986)

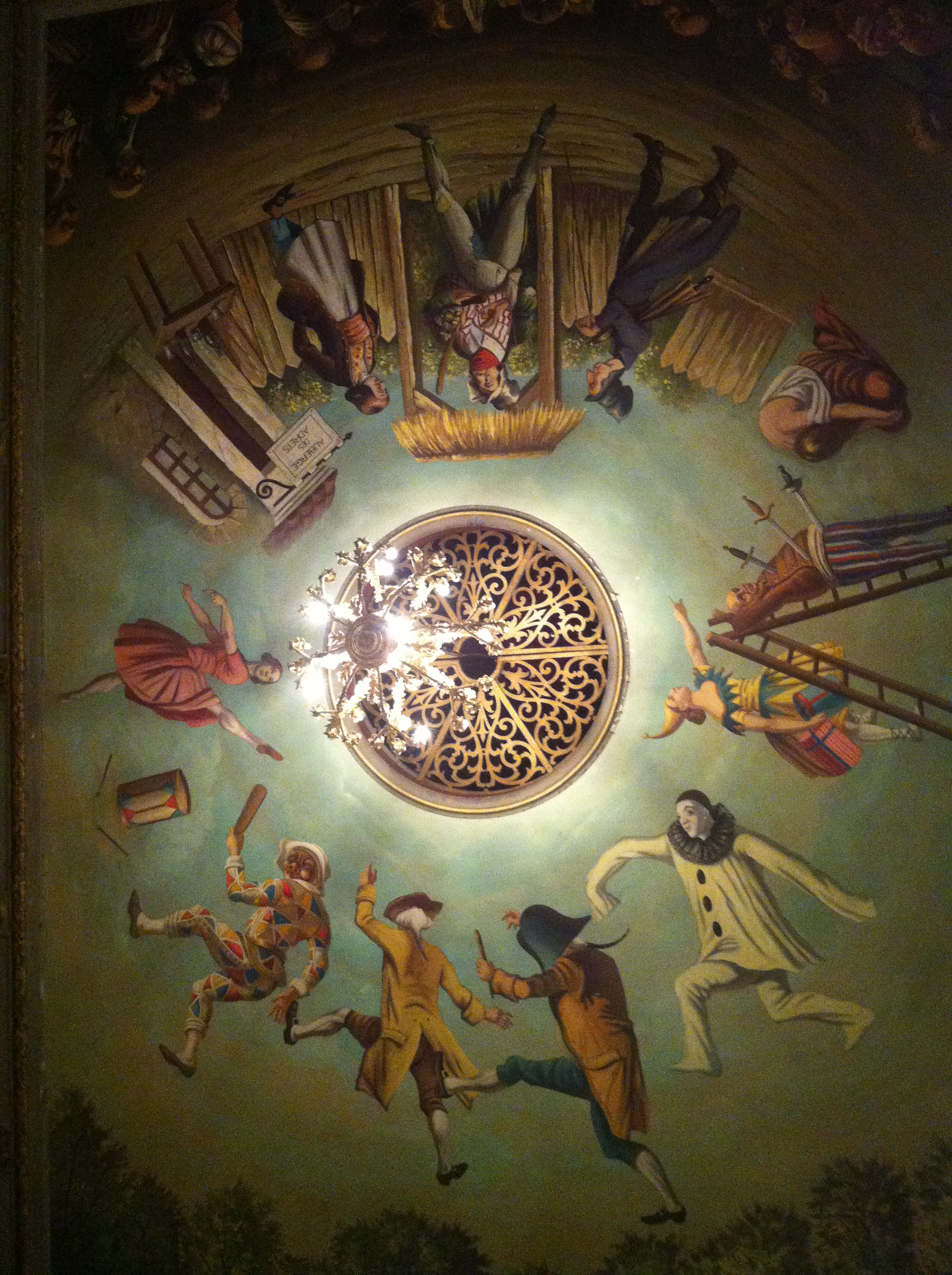
Plafond de la salle actuelle.

Le 8 février 1977, Coluche inaugure le Déjazet Music-hall, mais le spectacle qu'il vient de jouer un an à Bobino ne dépasse pas les 50 représentations. La salle renoue alors - sous le nom de Cinéma-Théâtre Déjazet - avec le grand écran en proposant des séances groupées (3 films pour 15 francs), puis des festivals thématiques mais aussi des concerts live (Vince Taylor, Steve Lacy, Téléphone, etc.), attirant avec succès toute une nouvelle génération de spectateurs. Fermée administrativement le 29 novembre 1977[réf. nécessaire], puis de nouveau le 11 mai 1981 par les commissions de sécurité[réf. nécessaire], Jean Bouquin la donne en location-gérance aux clowns Macloma qui obtiennent le 22 mars 1983, après travaux, une autorisation de réouverture sous condition de les poursuivre[réf. nécessaire] (le théâtre étant alors classé en 4e catégorie). Ils gèrent le théâtre jusqu'en 1985, date à laquelle la SEDAC signe un nouveau contrat avec la société TLP.

### Le Théâtre libertaire de Paris, TLP-Déjazet (1986-1992)
Au début des années 1980, Joël-Jacky Julien, musicien de jazz à l'initiative de la création de Radio libertaire (89,4 MHz), la radio de la Fédération anarchiste, et Hervé Trinquier, musicien classique à l'origine de l'achat de la librairie de cette même Fédération (145, rue Amelot, dans le 11e arrondissement) et organisateurs de nombreux galas de soutien à Radio libertaire, décident d'ouvrir une salle de spectacle. Depuis l'amitié qui liait Proudhon à Courbet, le mouvement anarchiste a en effet toujours été proche du milieu artistique. C'est par hasard qu'un de leurs amis, Bernard Lavilliers - qui lui-même recherchait une salle pour ouvrir une école du spectacle - leur apprend en 1985 que le Déjazet serait à reprendre. Julien et Trinquier signent peu de temps après avec Jean Bouquin un contrat de location-gérance. Les clés leur sont remises le 1er décembre,.
Avec d'autres amoureux de la chanson, parmi lesquels les militantes anarchistes Corinne Rousseau, Paulette Piedbois et le chanteur Alain Aurenche, ils entreprennent la restauration sous la supervision de l'architecte Antoine Monnet et de l'entrepreneur Claude Attienz. L'inauguration du Théâtre Libertaire de Paris ou TLP-Déjazet a lieu le 1er février 1986 avec une des plus grandes figures contestataires de la chanson, Léo Ferré. Le nom du théâtre ne sera toutefois pas divulgué sous cette forme à l'administration, les gérants préférant les appellations « Temple Loisirs Production », puis « Théâtre, Lyrique et Poésie », pour les sociétés exploitantes.
S'y produisent par la suite Graeme Allwright, Maurice Baquet, Ray Barretto, Julos Beaucarne, François Béranger, Michèle Bernard, Louis Capart, Leny Escudero, Font et Val, Laurent Gerra, Jean Guidoni, Bernard Haillant, Marc Jolivet, Pauline Julien, Xavier Lacouture, Gilbert Laffaille, Catherine Lara, Francis Lemarque, Pierre Louki, Colette Magny, Mouloudji, Georges Moustaki, Claude Nougaro, Marc Ogeret, Christian Paccoud, Gérard Pierron, Véronique Pestel, Véronique Sanson, Gilles Servat, Anne Sylvestre, Henri Tachan, Talila, chanteuse yiddish, Serge Utgé-Royo, Jean Vasca, Cora Vaucaire ou encore Gilles Vigneault.
Joël-Jacky Julien quitte assez vite le TLP pour ouvrir un restaurant, laissant seul Hervé Trinquier, qui sera chargé de la gestion de 1986 à 1992. L'arrivée de Jean-Marie Balsano en 1990 va influencer la programmation du TLP qui crée les concerts Jazz O' TLP. Programmant selon les saisons entre 300 et 465 spectacles, la rénovation de la salle se poursuit.
En 1990, le ministère de la Culture inscrit la salle aux monuments historiques. En 1992, la commission de sécurité fait passer le théâtre de 4e en 3e catégorie,[réf. nécessaire]. La même année, l'équipe de direction est nommée en tant que « producteur de l'année » aux Victoires de la musique. La société SEDAC résilie alors le contrat de location et reprend la gestion du lieu en juillet. Une partie de la programmation prévue par le TLP pour la saison 1992-1993 est transférée au théâtre Le Trianon.